# Stato libero di Fiume
Lo Stato libero di Fiume (in croato: Slobodna Država Rijeka) era una città-Stato del XX secolo formata dalla sola municipalità di Fiume, esistita tra il 1920 e il 1924, e ora parte della Croazia.
Era stato costituito nel 1920 in base al trattato di Rapallo. Era formato dal distretto di Fiume e da una ulteriore striscia di territorio, che consentiva la contiguità territoriale con l'Italia. Lo Stato confinava con Castua, Jelenje, Viškovo, Zaule di Liburnia e l'allora comune italiano di Mattuglie. La sua popolazione era formata da circa 50.000 italiani e 13.000 croati.
Lo Stato libero di Fiume cessò di esistere nel febbraio del 1924 con l'assegnazione della parte costiera del suo territorio all’Italia, in base al trattato di Roma.  

## Presupposti storici

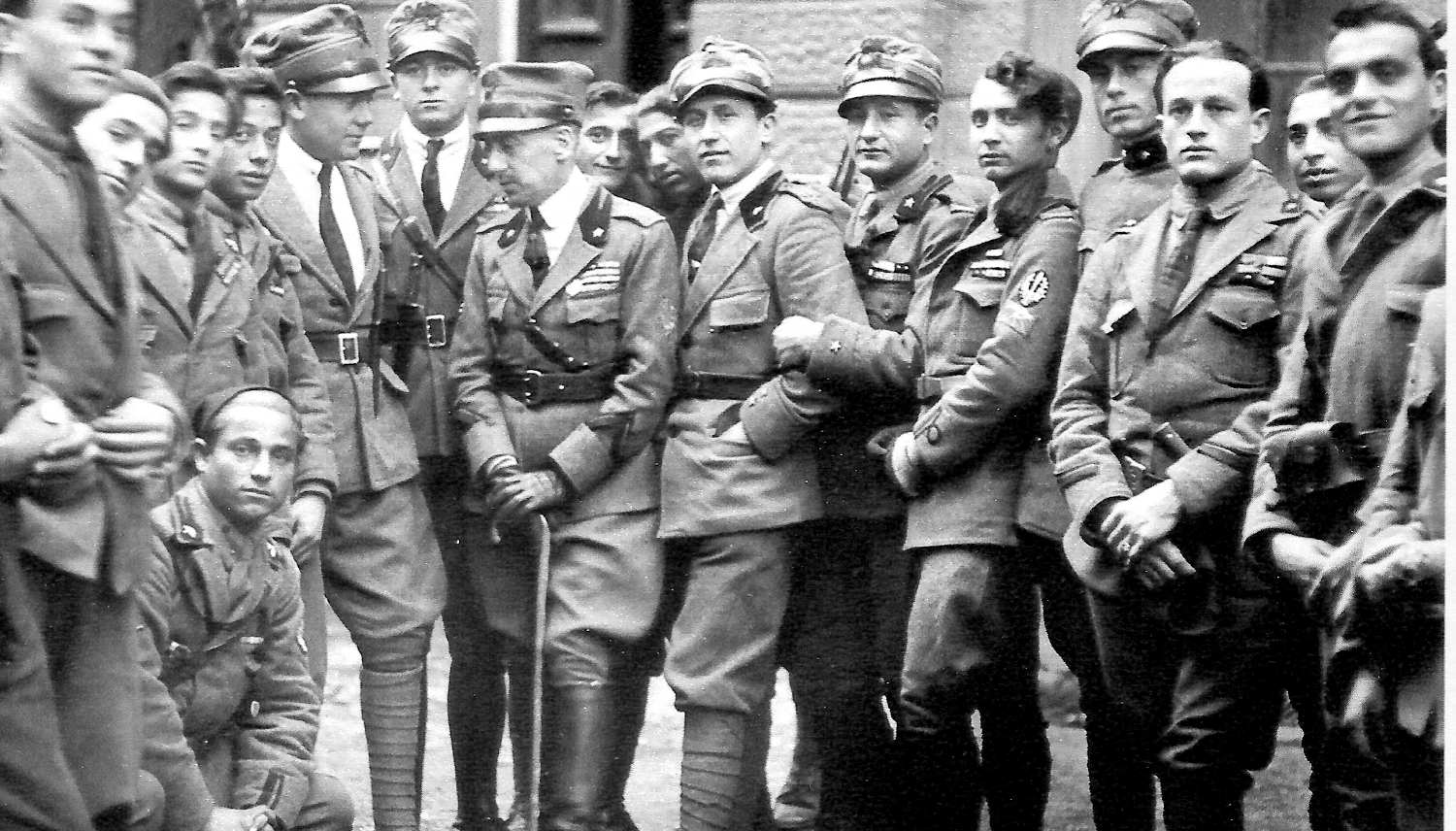
Gabriele D'Annunzio (al centro con il bastone) con alcuni legionari

La città di Fiume ricevette l'autonomia per la prima volta nel 1719. Per un periodo di tempo la città perse l'autonomia nel 1848, in seguito all'occupazione del bano Josip Jelačić, ma la riacquisì nel 1868, quando entrò a far parte della Corona ungarica come "Corpus Separatum".
Nella città vivevano italiani, croati, sloveni, ungheresi, tedeschi e altre nazionalità. La lingua ufficiale era l'italiano, ma a partire dalla fine del XIX secolo a questo si aggiunse – ed in certi ambiti si sostituì – l'ungherese. La lingua della maggior parte della popolazione era il dialetto fiumano, una forma particolare della lingua veneta con qualche prestito e influenza del dialetto croato-ciacavo.
Con la sconfitta dell'Impero austro-ungarico nella prima guerra mondiale, lo status della città di Fiume divenne un problema internazionale. Il presidente statunitense Woodrow Wilson divenne arbitro della disputa italo-jugoslava per la città e sostenne l'istituzione di uno Stato indipendente, tutelato dalla Lega delle Nazioni.
Nella città seguì un periodo d'instabilità e il potere venne conteso fra il Comitato nazionale jugoslavo e il Consiglio nazionale italiano. Il futuro della città venne dibattuto alla conferenza di pace di Parigi e quando, su pressione delle altre potenze vincitrici, il presidente del consiglio Vittorio Emanuele Orlando rinunciò a Fiume, che sarebbe dovuta diventare una libera città-Stato, in Italia ne seguì una crisi di governo. Con l'incapacità del governo italiano di risolvere il problema dei confini orientali e delle colonie, iniziò ad agitarsi in tutto il Paese un forte senso di disagio, e si parlò di vittoria mutilata.
Una forza irregolare di nazionalisti ed ex-combattenti italiani, composta da circa 2.500 legionari e guidata dal poeta Gabriele D'Annunzio, nel settembre 1919 occupò la città in quella che sarebbe passata alla storia come l'impresa di Fiume, chiedendo l'annessione all'Italia. D'Annunzio proclamò la Reggenza Italiana del Carnaro, uno Stato indipendente in attesa del ricongiungimento alla madrepatria.

## Lo Stato libero di Fiume

Giovanni Giolitti (seduto) firma il trattato di Rapallo. Al centro in primo piano il ministro degli esteri del Regno dei Serbi, Croati e Sloveni Ante Trumbić

Il 12 novembre 1920 il Regno d'Italia e il Regno dei Serbi, Croati e Sloveni firmano il trattato di Rapallo, con il quale ambedue le parti riconoscono la piena libertà e indipendenza dello Stato libero di Fiume, impegnandosi a rispettarla.
Lo Stato libero di Fiume esisterà de facto un anno e de iure quattro anni. Il nuovo Stato viene subito riconosciuto da tutti i principali Paesi, inclusi gli Stati Uniti d'America, la Francia e il Regno Unito. D'Annunzio non accettò il trattato e venne cacciato dalla città dalle forze militari regolari italiane (24-30 dicembre 1920) nel cosiddetto Natale di sangue.
Nel gennaio 1921 nella città venne costituito un governo provvisorio con il compito di preparare la costituzione dello Stato Libero. Il 24 aprile 1921, si svolsero le prime elezioni parlamentari, alle quali gli autonomisti sfidarono il partito irredentista-fascista-dannunziano, riunito nella lista "Unione Nazionale". Vinsero gli autonomisti, con 6558 voti contro i 3443 voti dell'Unione Nazionale.
Il capo della lista vincente, Riccardo Zanella - già perseguitato da d'Annunzio - divenne il primo presidente dello Stato Libero. Nazionalisti, fascisti e dannunziani non si arresero e crearono un Comitato di Difesa Nazionale allo scopo di rovesciare il governo eletto. Le violenze e le intimidazioni culminano il 3 marzo 1922, quando fascisti e dannunziani attaccano il palazzo del governo e costringono Zanella a firmare le proprie dimissioni.
(Riccardo Zanella)

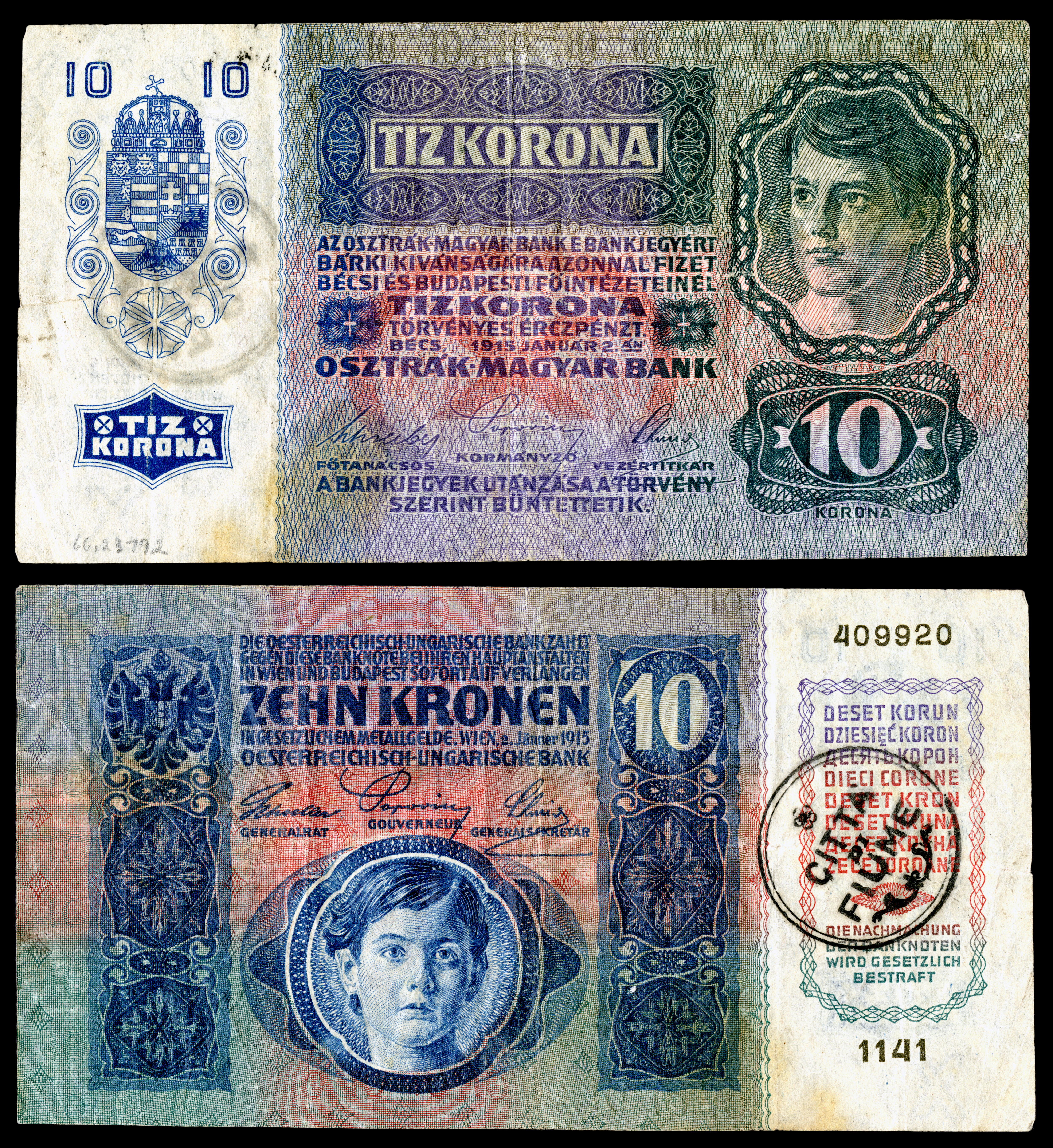
Moneta della Città di Fiume (temporanea, 1920)

Fiume accoglie D'Annunzio (1920)

Mentre il governo Zanella e l'Assemblea costituente erano forzati all'esilio (si trasferirono a Porto Re, sotto la protezione del re dei Serbi, Croati e Sloveni), il 17 marzo i fascio-dannunziani nominano capo del governo l'irredentista Attilio Depoli.
Dopo varie vicissitudini il governo italiano decise di inviare a Fiume l'esercito. Il generale Gaetano Giardino dal 17 settembre 1923 divenne governatore militare con il compito di tutelare l'ordine pubblico: con il Trattato di Roma, siglato il 27 gennaio 1924, lo Stato Libero di Fiume venne spartito fra il Italia e il Regno dei Serbi, Croati e Sloveni: la città spettava all'Italia, mentre il piccolo entroterra con alcune periferie, Porto Baross, incluso nella località di Sussak e le acque del fiume Eneo, cioè l'intero alveo e il delta, venivano annessi al Regno dei Serbi, Croati e Sloveni; il governo dello Stato libero di Fiume considerò tale atto giuridicamente inaccettabile continuando a operare in esilio.
L'Italia ratificò l'Accordo con Regio Decreto-Legge 22 febbraio 1924, n. 211 entrato in vigore il 22 febbraio 1924 e convertito con Legge 10 luglio 1925, n. 1512 entrata in vigore il 7 settembre 1925.
In forza di questi provvedimenti il 16 marzo il re Vittorio Emanuele III giungeva nella città di Fiume per proclamarne l'annessione.
Gli accordi raggiunti con il trattato di Roma vennero regolati con delle clausole da una Commissione mista per l'applicazione del trattato; tali clausole vennero ratificate dalla Convenzione di Nettuno il 20 luglio 1925.

## Governanti

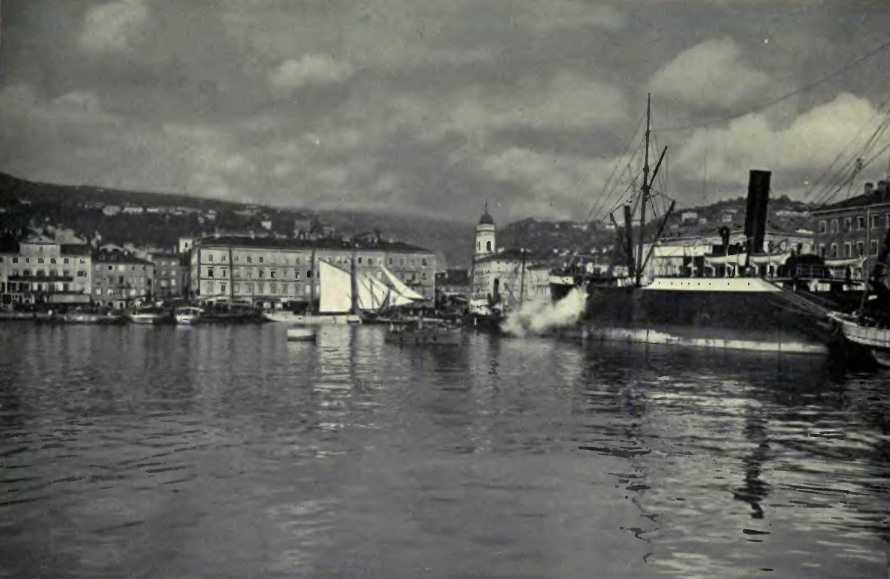
Il porto di Fiume 1923

Di seguito si riporta un elenco dei governanti dello Stato libero di Fiume:
- Antonio Grossich, politico irredentista. Capo del Governo Provvisorio nominato del Consiglio comunale dopo le dimissioni di d'Annunzio. Mantenne il potere fino alle elezioni del 27 aprile 1921.
- Salvatore Bellasich fu Commissario straordinario dalle dimissioni di Grossich, dal 28 aprile 1921 al 13 giugno seguente.
- Antonio Foschini e Luigi Amantea furono Alti Commissari del Regno d'Italia chiamati a mantenere l'ordine contro gli incidenti post-elettorali.
- Riccardo Zanella, politico autonomista. Unico Presidente democraticamente eletto dello Stato di Fiume, dal 5 ottobre 1921 al 3 marzo 1922. Fu deposto da un colpo di mano di fascisti, nazionalisti ed ex legionari dannunziani.
- Attilio Depoli, politico irredentista. Capo Provvisorio dello Stato nominato dei golpisti dal 17 marzo 1922 al 17 settembre 1923
- Gaetano Giardino, generale dell'esercito italiano chiamato da Depoli per forzare l'annessione, fu Governatore Militare di Fiume dal 17 settembre 1923 al 22 febbraio 1924

## Dopo la seconda guerra mondiale

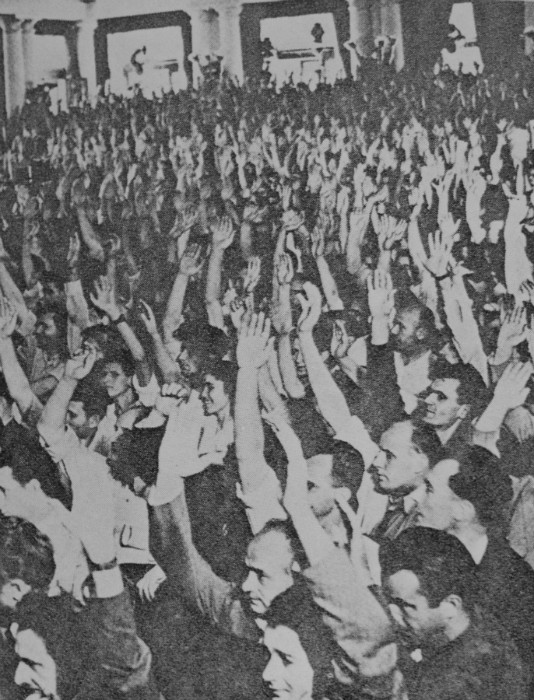
Manifestazione della Lega dei Comunisti di Jugoslavia del 1948, che si oppose alla restaurazione dell'autonomia di Fiume

Nel 1944 un gruppo di cittadini proclamò il Memorandum liburnico, con il quale veniva proposto uno Stato confederale con tre cantoni: Fiume, Sussak e Bisterza; le isole di Veglia, Cherso e Lussino avrebbero fatto parte di un condominio a parte. Gli autonomisti fiumani intendevano riprodurre una situazione simile a quella di Fiume città autonoma sotto la corona ungherese. Il presidente del governo in esilio Riccardo Zanella, escluso dalla discussione, chiese la restaurazione dello Stato libero di Fiume.
All'autonomia della città si oppose la Lega dei Comunisti di Jugoslavia, che il 3 maggio 1945 occupò la città, già controllata dai tedeschi, ma con l'autorità civile rappresentata dall'ultimo prefetto di Fiume, Edoardo Susmel.
Nei primi proclami gli jugoslavi affermarono a gran voce che avrebbero concesso larga autonomia alla città, ma proprio gli autonomisti divennero le prime vittime: i primi giorni del nuovo governo vennero contrassegnati da fucilazioni di massa degli attivisti del Movimento Autonomista, nonostante dal 1943 i comunisti jugoslavi sostenessero finanziariamente il movimento antifascista.
Alle prime elezioni dei comitati cittadini le liste autonomiste ottennero una forte affermazione, il che spinse le autorità a muoversi in maniera ambivalente. Da un lato fioccarono le epurazioni dai posti di lavoro; dall'altro si disarticolarono tutti i gruppi organizzati, con arresti di vario tipo. Nel contempo, vennero organizzate centinaia e centinaia di riunioni politiche, nelle quali degli italiani (molti di recente immigrazione, come Eros Sequi, divenuto presidente dell'Unione degli Italiani dell'Istria e di Fiume) arringavano i propri connazionali illustrando le magnifiche sorti dei popoli jugoslavi e nel contempo descrivendo la nuova Italia post-fascista come un covo di reazionari riciclati del regime, dove, nelle parole di Leopoldo Boscarol, "il popolo non aveva neppure il diritto di protestare", non c'era "pane a sufficienza per tutti", i disoccupati si "contano a milioni".
Boscarol contemporaneamente invitava a individuare e denunciare i "propagatori dell'odio, dello sciovinismo e della discordia", rendendosi così delatori di chi non si adeguava totalmente al nuovo regime. In seguito al dettato dei trattati di Parigi, la città di Fiume e l'Istria vennero annesse alla Repubblica Federativa Popolare di Jugoslavia. Un grande numero di fiumani tra la maggioranza cittadina di etnia italiana andò in esilio per motivi etnici o ragioni ideologiche e fondò il Libero Comune di Fiume in Esilio, cui aderirono numerosi fiumani, con un sindaco e un consiglio comunale.